# Vila Nova de São Pedrocultuur

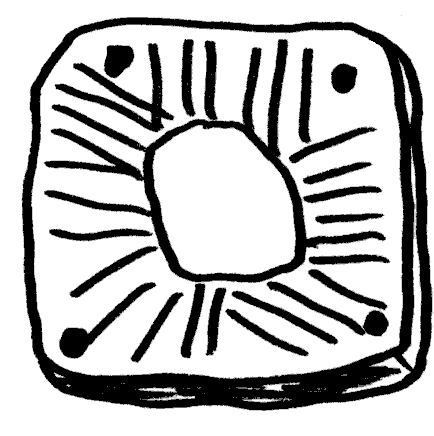
afbeelding van de zon uitgehouwen in steen

De Vila Nova de São Pedrocultuur (VNSP) was een archeologische cultuur van de kopertijd in Portugal, genoemd naar de gelijknamige archeologische vindplaats in Extremadura, Portugal, waar veel pijlpunten werden ontdekt in de ruïnes van een versterkte nederzetting. De belangrijkste vindplaats is het castro do Zambujal, ten noorden van het moderne Lissabon.

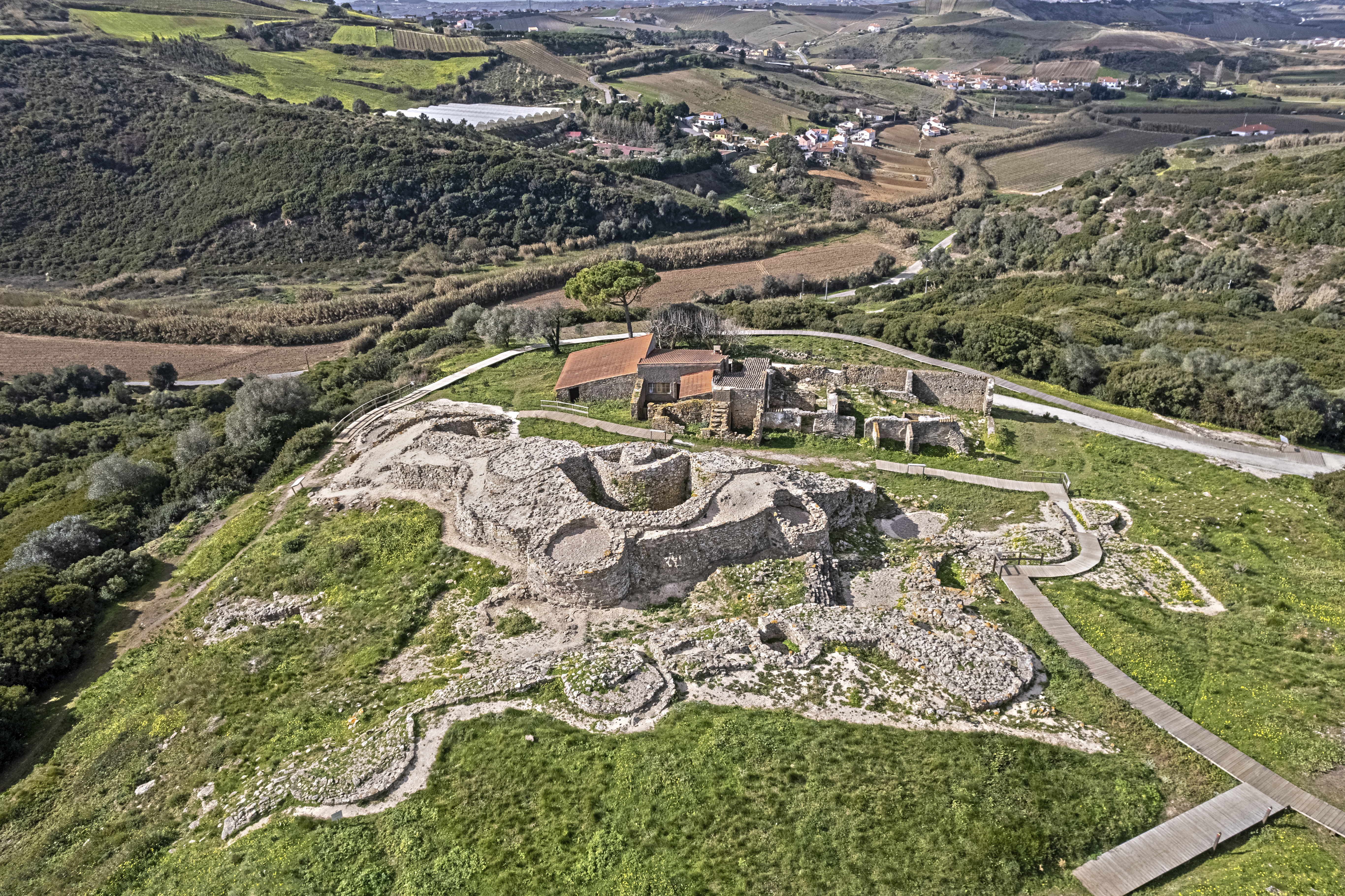
Castro do Zambujal

Het stedelijke stadium, dat deze cultuur het beste karakteriseert, bestond in de periode 2600 - 1300 v.Chr., dat wil zeggen gelijktijdig met de Los Millares-cultuur en de daaropvolgende El Argarcultuur.

## Oorsprong
Veel experts beschouwen het zuidwesten van het Iberisch schiereiland als de oorspronkelijke bron van de verspreiding van megalieten, die duizend jaar voorafgingen aan West-Frankrijk. De bouw van hunebedden en de sociale organisatie die daarvoor nodig was kende een lange traditie in Zuid- en Midden-Portugal, maar ook in aangrenzende regio's van Spanje.
Aan het begin van 3e millennium  v.Chr., tegelijkertijd of kort na de komst van de koper- en edelmetaalmetallurgie ontstonden er nieuwe soorten graven in het westelijke Middellandse Zeegebied, inclusief in de genoemde regio's van Portugal. Er bestaat geen overeenstemming onder historici over de vraag of deze traditie inheems was of uit het oostelijke Middellandse Zeegebied afkomstig. 
Aan de ene kant hebben tholoi een duidelijke oostelijke oorsprong, omdat ze eerder werden gebouwd door de inwoners van Cyprus, evenals door de Halafcultuur op het vasteland. Anderzijds ontstonden de andere stijlen van megalieten - meestal kunstmatige grotten - eerder in het Westen dan in het Oosten. 
Behalve het concept van de tholoi is er geen betrouwbaar bewijs van overname uit het oosten gevonden, noch op het Iberisch schiereiland, noch in het zuiden van Frankrijk. Megalieten kunnen niet zijn ontstaan onder invloed van de Egeïsche cultuur, aangezien ze daar later verschijnen. Cyprus blijft dus de enige mogelijke plaats van waaruit het ontwerp van de tholoi had kunnen worden geïntroduceerd, terwijl andere stijlen blijkbaar van lokale oorsprong waren.
Archeologen wezen ook op de gelijkenis van het ontwerp van de wal bij Chalandriani (Cycladische cultuur, eiland Syros, rond 2400-2200 v.Chr.) met de wal in Vila Nova de São Pedro, evenals andere mogelijke Egeïsche invloeden op de VNSP-cultuur halverwege de 3e  millennium v.Chr. 
De VNSP-cultuur bouwde kunstmatige grotten, ook gebruikelijk in het zuidoosten van Frankrijk, terwijl Los Millares en naburige culturen tholoi bouwden.

## Vroege periode
De VNSP-cultuur begon rond 2600 v.Chr. met de bouw van haar vestingwerken. Een van de belangrijkste was het Castro do Zambujal, met een nogal complexe plattegrond, die tijdens zijn bestaan zes reconstructies heeft ondergaan.
De typologie van vondsten behorend bij deze fase is uniek: gestileerde kopjes, halve manen van klei, leistenen staven en zogenaamde afgodsplaten, die volgens een aantal archeologen oude kalenders zijn. Er zijn ook aanwijzingen voor uitwisselingen met andere culturen, met name Los Millares .

## Latere periode
Onder invloed van de klokbekercultuur (KBC) rond 2200 v.Chr., meer als gevolg van culturele uitwisseling dan door de vestiging van mensen uit een bepaalde cultuur, begon een nieuwe fase in de ontwikkeling van de VNSP-cultuur. Deze werd in de eerste plaats gekenmerkt door de aanwezigheid van een aantal graven waarvan sommige kenmerken doen denken aan de KBC, maar toch de tradities van de VNSP-cultuur voortzetten.
Gedurende deze periode (ongeveer 2100-1900 v.Chr.) werden de handelsuitwisselingen frequenter, tot een afstand van 1000 km.
Vanaf ongeveer 1900 v.Chr. verspreidde de invloed van de KBC zich over het Iberisch schiereiland, terwijl in de rest van Europa haar culturele centrum terugkeerde naar Bohemen. De VNSP-stijl bevond zich vrij ver van deze kern, wat erop wijst dat de invloed ervan nog steeds groot was.
Vanaf 1800 v.Chr., nadat de bronstechnologie in het zuiden van het Iberisch schiereiland verscheen, voornamelijk in El Argar en Zuid-Portugal, begon de invloed van de KBC, die gedurende de hele kopertijd had geduurd, te vervagen. 
Rond 1300 v.Chr. gingen de sporen van de KBC verloren in de lokale culturen van de Atlantische bronstijd.